# Ambulatorio urbano de Turmero
El ambulatorio urbano de Turmero es un centro asistencial urbano tipo III, ubicado en la población de Turmero (Municipio Santiago Mariño), Venezuela. El ambulatorio presta atención médica integral de nivel primario, atendidos por médicos generales o familiares con experiencia en administración de Salud Pública. Posee un mayor grado de complejidad que los ambulatorios tipo I y II, cubriendo los servicios de Cirugía, Obstetricia y Pediatría, servicios de laboratorio clínico, Radiología y Emergencia Permanente. La Ley Orgánica de Salud de Venezuela y el Sistema Público Nacional de Salud adscriben al ambulatorio de Turmero al Ministerio del Poder Popular para la Salud.

## Sala de partos
La sala de partos del ambulatorio de Turmero es pionera en el estado Aragua en la creación de espacios públicos donde se ofrece una atención obstétrica para partos de bajo riesgo, menos medicalizada que la pautada en los hospitales. Diseñado en 1994 por médicos estudiantes de postgrado de la Universidad Central de Venezuela e instalado dentro del campus del ambulatorio de Turmero, la sala de partos fue establecida con la finalidad de humanizar e individualizar el parto en los centros públicos. En este centro de salud las mujeres pueden parir sentadas, dilatar mediante juegos con pelotas, y estar acompañadas por sus seres queridos. 